# Wojciech Drabowicz
Wojciech Drabowicz (ur. 24 marca 1966 w Poznaniu, zm. 27 marca 2007) – polski śpiewak (baryton). Używał także oficjalnie zdrobnienia swojego imienia, był znany po prostu jako Wojtek Drabowicz.

## Życiorys
Śpiewał w Poznańskim Chórze Chłopięcym Jerzego Kurczewskiego. W 1989 zadebiutował w Teatrze Wielkim w Poznaniu w Eugeniuszu Onieginie Piotra Czajkowskiego. W tym samym roku zdobył I nagrodę w IV Ogólnopolskim Konkursie Wokalistyki Operowej im. Adama Didura w Bytomiu a w 1990 zdobył III nagrodę w Międzynarodowym Konkursie Muzycznym im. Piotra Czajkowskiego w Moskwie oraz wygrał Międzynarodowy Konkurs Wokalny Belvedere w Wiedniu, który otworzył mu drogę wspaniałej, lecz krótkiej kariery.
Występował na wielu scenach operowych i salach koncertowych u boku sławnych śpiewaków, m.in. Plácida Dominga; współpracował z takimi dyrygentami, jak: Claudio Abbado, Charles Dutoit, Kazimierz Kord i Antoni Wit.
Obok tradycyjnego repertuaru operowego występował często w operach kompozytorów współczesnych, takich, jak: Péter Eötvös, Victor Ullmann i Kurt Weill.
Jedną z jego najwybitniejszych kreacji artystycznych była rola Króla Rogera w operze Karola Szymanowskiego pod tym samym tytułem, którą artysta stworzył na deskach Teatru Wielkiego – Opery Narodowej w Warszawie. Za tę rolę (w sezonie 1999/2000) został on uhonorowany Nagrodą im. Andrzeja Hiolskiego. Opera ta, z Drabowiczem w tytułowej roli i pod dyrekcją Jacka Kaspszyka, została także nagrana na płyty CD.
Zginął w wypadku samochodowym w okolicach Nowego Tomyśla.

## Stypendium im. Wojciecha Drabowicza
W dniu 9 października 2008 roku w Akademii Muzycznej w Poznaniu, w trakcie koncertu inaugurującego rok akademicki 2008/2009, po raz pierwszy wręczono Stypendium im. Wojciecha Drabowicza. Stypendium zostało ufundowane przez członków Stowarzyszenia Lions Club Poznań Rotunda, którego Wojciech Drabowicz był członkiem. Pomysł zgłosił Paweł Posadzy, kolega klubowy Wojtka. Laureatką została studentka II roku Wokalistyki, pani Lidia Węgrzyn.
Stypendium im. Wojciecha Drabowicza przyznawane będzie co roku dla studenta Wydziału Wokalnego Akademii Muzycznej w Poznaniu, po ukończeniu I roku studiów, na podstawie wyników w nauce. Stypendium przyznaje Kapituła, której stałym członkiem jest Katarzyna Drabowicz, żona Patrona. Środki na nagrody pozyskiwane będą w trakcie koncertów symfonicznych organizowanych na wiosnę, w kwietniu (23 kwietnia – imieniny Wojciecha).

## Sala imienia Drabowicza w Teatrze Wielkim w Poznaniu
Od sezonu artystycznego 2009/2010 rozpoczął się w Teatrze Wielkim im. Stanisława Moniuszki cykl spektakli kameralnych, odbywających się na specjalnie dla nich stworzonej scenie w pomieszczeniu dotychczasowej Palarni. Projekt ten ze względu na swój charakter nazwany został Operą Kieszonkową, bowiem wystawiane w niej mają być małe formy muzyczne – jednoaktowe opery buffo, dzieła niedokończone, utwory rzadko wystawiane, kompozycje salonowe.
Zapragnięto, by nowego znaczenia Palarnia zyskała dzięki nadaniu jej imienia wybitnego artysty, związanego ze sceną Teatru Wielkiego w Poznaniu; poznaniaka, który poprzez swoją działalność koncertową, edukacyjną, społeczną wspierał różne inicjatywy miasta. Uznano, że najodpowiedniejszą osobą na patrona sali kameralnej jest Wojciech Drabowicz – artysta-śpiewak, który bez wątpienia reprezentował najwyższe wartości artystyczne, pedagogiczne, społeczne.
Teatr zaprasza więc na kameralne przedstawienia do Sali im. Wojciecha Drabowicza, by w niepowtarzalnej atmosferze przeżyć wdzięk, urok i humor wartościowych spektakli najwybitniejszych kompozytorów, obchodzących w danym roku swoje wielkie rocznice.